# 大野島インターチェンジ
大野島インターチェンジ（おおのしまインターチェンジ）は、福岡県大川市にある地域高規格道路有明海沿岸道路（大川バイパス・大川佐賀道路）のインターチェンジ (IC) である。

## 歴史
- 2021年（令和3年）3月14日 : 大川バイパス・大川東IC - 大野島IC間開通に伴い、供用開始[1]。
- 2022年（令和4年）11月12日 : 大川佐賀道路・大野島IC - 諸富IC間開通[2]。

## 道路
- 有明海沿岸道路（大川バイパス・大川佐賀道路）

## 接続する道路
- 福岡県道18号大牟田川副線

## 隣
有明海沿岸道路（大川バイパス・大川佐賀道路）
大川中央IC - 大野島IC - 諸富IC